# Schlacht von Saumur
Schlacht um die Niederlande

Maastricht – Mill – Den Haag – Rotterdam – Zeeland – Grebbeberg – Afsluitdijk – Bombardierung von Rotterdam
Invasion von Luxemburg

Schusterlinie
Schlacht um Belgien

Fort Eben-Emael – K-W-Linie – Dyle-Plan – Hannut – Gembloux – Lys
Schlacht um Frankreich

Ardennen – Sedan – Maginot-Linie – Weygand-Linie – Arras – Boulogne – Calais – Dünkirchen (Dynamo – Wormhout) – Abbeville – Lille – Paula – Fall Rot – Aisne – Westalpen – Cycle – Saumur – Lagarde – Aerial – Fall Braun
Die Schlacht von Saumur fand im letzten Abschnitt der Schlacht um Frankreich während des Zweiten Weltkriegs statt. Offizieranwärter der französischen Schule der Panzertruppen in Saumur („École de cavalerie de Saumur“) besetzten unter ihrem Kommandeur, Oberst Charles Michon, an der Loire bei Saumur, Gennes, und Montsoreau Verteidigungsstellungen gegen die vorrückenden Verbände der Wehrmacht. Zwei Tage konnte hier mit Unterstützung durch Angehörige versprengter Einheiten der deutsche Angriff aufgehalten werden.
Da die Schlacht nach dem Aufruf von Marschal Pétain vom 17. Juni 1940, dem zufolge die Franzosen die Waffen niederlegen sollten, stattfand, wird sie häufig als erster Akt des französischen Widerstands („Résistance“) gegen die deutsche Besetzung bezeichnet.

## Hintergrund

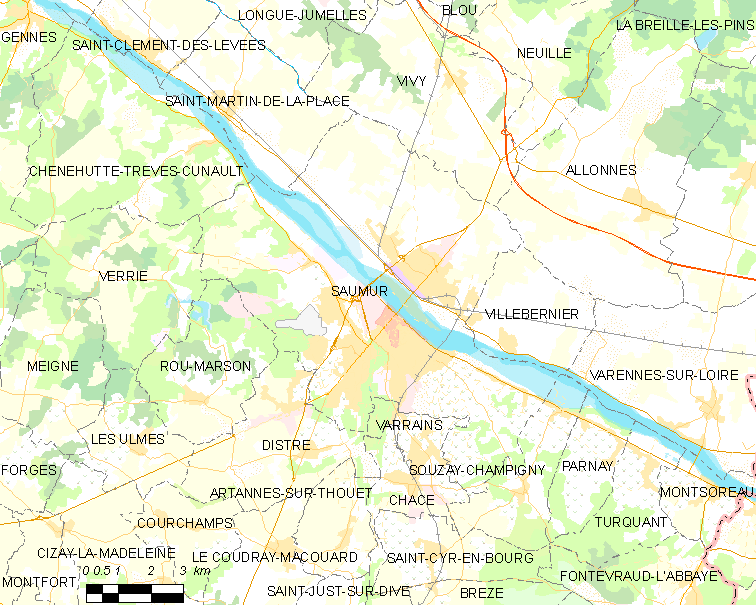
Moderne Karte von Saumur und Umgebung

In der ersten Juniwoche 1940 gab Oberst Michon auf Anweisung von General Maxime Weygand, der die deutschen Wehrmachtseinheiten aufhalten wollte, den Kadetten den Befehl, Verteidigungspositionen am südlichen Ufer der Loire einzunehmen, obwohl es nicht nahe lag, dass die Deutschen hierher gelangen würden.
In der Nacht vom 8. auf den 9. Juni fand ein Angriff der Luftwaffe auf den Bahnhof von Saumur statt, bei dem drei Menschen getötet wurden.
Am 13. Juni wurde Paris zur offenen Stadt erklärt und in Tours an der Loire fand ein Treffen des Obersten Anglo-Französischen Kriegsrats mit Churchill und dem französischen Premierminister Paul Reynaud statt. Am 14. Juni verließ die französische Regierung Tours und floh nach Bordeaux, Truppen der Wehrmacht marschierten in Paris ein. Am 15. Juni trat Reynaud zurück und Philippe Pétain wurde Premierminister. Am nächsten Morgen bat Pétain Deutschland über den spanischen Botschafter um einen Waffenstillstand und gab dies über das Radio bekannt.

### Beteiligte Einheiten
Auf deutscher Seite war es die 1. Kavallerie-Division, die einzige berittene Kavallerie-Division des deutschen Heeres (alle anderen waren bereits auf gepanzerte Fahrzeuge und Panzer umgestellt), die in der Gegend von Saumur vordrang. Die Division verfügte über 10.000 Mann, einige motorisierte Fahrzeuge, Panzerwagen, Artillerie und die üblichen Unterstützungseinheiten.
Auf französischer Seite standen die Kadetten der Schule der Panzertruppe. Der größere Teil waren junge Soldaten, die drei Monate zuvor eingetreten waren. Geführt wurden sie von älteren Kadetten, die als Unteroffiziere eingesetzt wurden, und dem Lehrpersonal der Schule (Offiziere). Zurückweichende Männer versprengter Einheiten wurden zur Verstärkung der Verteidigung gesammelt, so dass insgesamt rund 2.160 Mann zur Verfügung standen.
An der Schule der Panzertruppen in Saumur gehörte es zum Jahresausbildungsprogramm, die Verteidigung entlang der Loire zu üben; vier Brücken und eine Front von 40 km waren dabei zu halten. Im Handbuch der französischen Armee wurden dafür 80.000 Mann und mehrere Artillerie-Divisionen veranschlagt. Als die Lage im Juni 1940 tatsächlich entstand, hatten die Verteidiger außer den 2.160 Mann mit ihren Gewehren: zehn alte 25-mm-Geschütze, 35 Maschinengewehre, drei Panzerwagen aus dem Ersten Weltkrieg, vier 81-mm-Mörser, sieben 60-mm-Mörser und zwei 75-mm-Artilleriegeschütze. Durch die Übernahme aus zurückweichenden Verbänden kamen fünf Hotchkiss-Panzer H39 und drei Panzerwagen Panhard 178 hinzu.

### Verteidigungsplan
Die Front war im Westen von der Stadt Gennes am Südufer der Loire, die über zwei Hängebrücken über eine Insel mit dem Nordufer verbunden war, begrenzt. Das Nordufer bestand aus einem Deich, der sich über die gesamte Länge der 40 km langen Front nach Osten erstreckte und hinter dem sich ein niedrigeres Überflutungsgebiet befand. Kleine, in den Felsen des Südufers gebaute Dörfer mit Blick auf den Fluss und eine Reihe von Inseln im Fluss kennzeichneten die 20 km bis Saumur, das über eine weitere steinerne Doppelbrücke zur Insel Offard verfügte und vom alten Schloss überragt wurde. Östlich von Saumur führte eine Eisenbahnlinie über eine Brücke, die in einen Tunnel in den Felsen am Südufer führte. Weitere 20 km weiter östlich, entlang derer sich mehrere kleine Dörfer befanden, die ebenfalls in die Felsen gebaut waren und den Fluss und weitere kleine Inseln überblickten, lag die Stadt Montsoreau, in der sich eine weitere Brücke über den Fluss befand und die die östliche Begrenzung der Frontlinie darstellte.
Es wurden Vorbereitungen getroffen, um die Brücken zu zerstören, über die Flüchtlinge nach Süden strömten. Die Kadetten wurden in Gruppen von etwa 20 Mann eingeteilt. Vier oder fünf solcher Gruppe bildeten einen Trupp. Jede Gruppe hatte einen Auftrag, wobei einige statisch waren, während andere in Reserve standen und Transportmittel erhielten, um in bedrohte Gebiete eilen zu können. Jede Brücke wurde mit einer Gruppe Kadetten, einer Abteilung von Tirailleuren, einer 25-mm-Kanone, zwei Mörsern und einem schweren Maschinengewehr gesichert. Zwischen je zwei Brücken befanden sich je zwei Trupps Kadetten. Die Kommunikation wurde über das zivile Telefonsystem und einige alte Funkgeräte hergestellt. Zum Leidwesen der Verteidiger war der Pegel des Flusses niedrig und mehrere Sandbänke und kleine Inseln waren freigelegt. Nicht für die unmittelbare Sicherung benötigte Männer wurden mit ihrer Ausrüstung nach Süden zurückgezogen, ebenso wie 800 Pferde der Kavallerieschule und der bekannten Reitschule Cadre Noir. Flüchtlinge, die den Fluss überquert hatten, wurden ebenfalls in den Süden gebracht.
Der Bürgermeister von Saumur stellte Überlegungen an, die Stadt nicht zu verteidigen; alle Städte mit mehr als 20.000 Einwohnern seien zu „offenen Städten“ erklärt worden. Saumur war zudem voller Flüchtlinge. Die Armee wollte die Stadt jedoch verteidigen. Marschall Pétain hatte auf sein Angebot, die Waffen niederzulegen, von den Deutschen keine Antwort erhalten. Er sandte eine Nachricht, die der früheren Weisung widersprach und besagte, dass Frankreich den Kampf nicht aufgegeben und die Waffen nicht niedergelegt habe.  Am 18. Juni um 21.00 Uhr ging im Hauptquartier Les Grandes Brises, 800 m östlich des Schlosses von Saumur, telefonisch die Warnung ein, dass sich die Wehrmachtseinheiten 20 km nördlich von Saumur befänden.

## Schlacht

### Zentrum

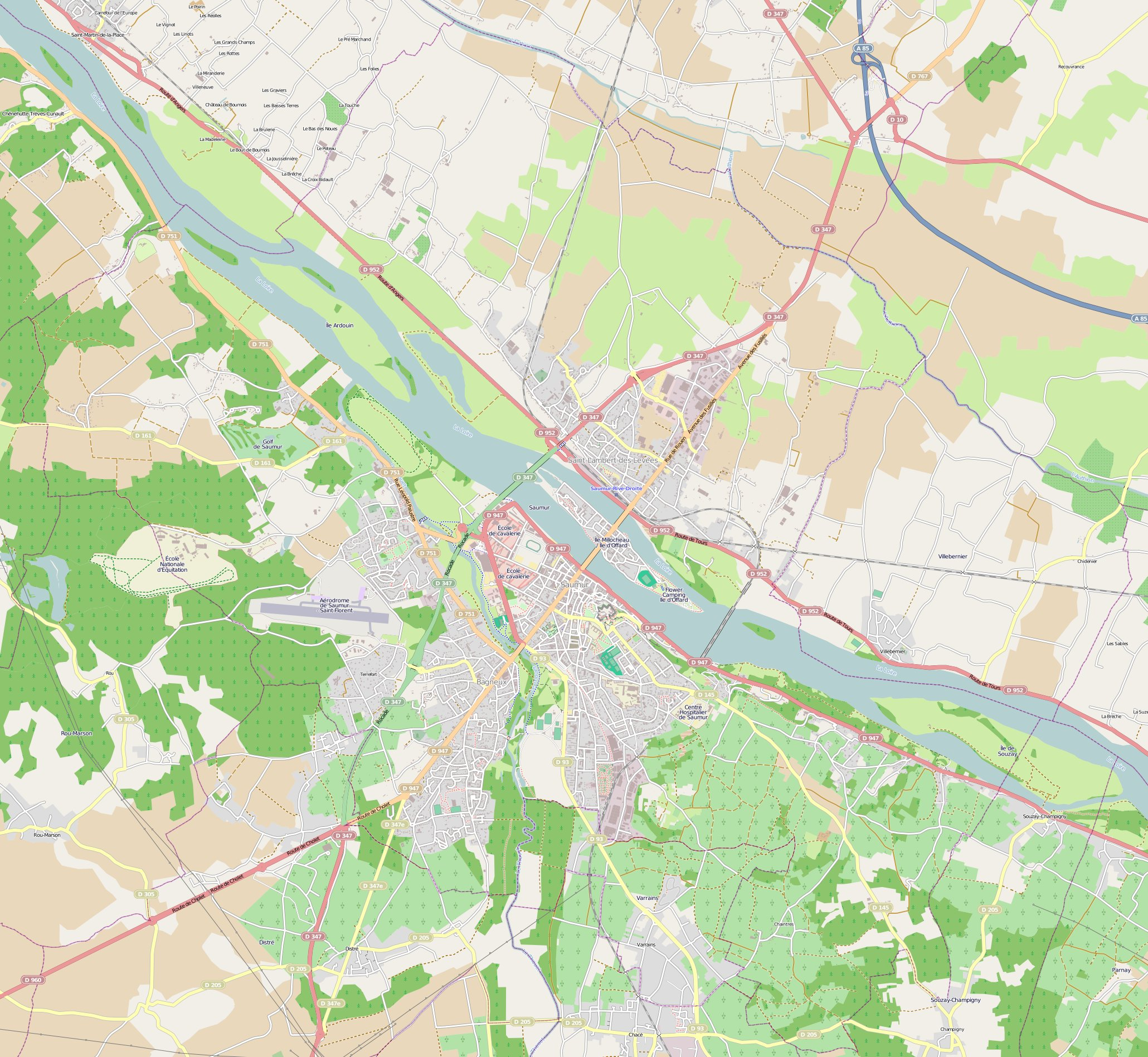
Moderne Karte von Saumur

Die Spitzen der 1. Kavallerie-Division der Wehrmacht erreichten die Loire bei Saumur kurz vor Mitternacht am 18. Juni mit Spähtrupps auf Motorrädern mit Beiwagen, gefolgt von gepanzerten Fahrzeugen. Ein französisches 25-mm-Geschütz erzielte hier den ersten Treffer. Die Franzosen sprengten kurz nach Mitternacht die Pont Napoleon in Saumur, um 01.15 Uhr die Brücke von Montsoreau und um 03.00 Uhr morgens zerstörten 1.700 Kilogramm Melinit die Eisenbahnbrücke östlich von Saumur.
Im Morgengrauen des 19. Juni näherte sich ein deutsches Stabsfahrzeug der zerstörten Brücke von Saumur, ein deutscher und ein französischer Offizier stiegen aus und näherten sich der Brücke unter weißer Flagge. Die Franzosen eröffneten aus unbekannten Gründen das Feuer, der Wagen wurde zerstört und die beiden Offiziere blieben tot liegen. Die Deutschen zogen daraufhin ihre Artillerie zusammen, um die Stadt zu beschießen. In den folgenden zwei Tagen schlugen 2.000 Granaten in Saumur ein. Zahlreiche alte Gebäude wurden zerstört, die Zivilbevölkerung kam zu Schaden und versteckte sich in den (Wein-)Kellern. Das Hauptquartier wurde am Abend 3 km nach Westen in die Auberge de Marsoleau in der Nähe des Flugplatzes verlegt.
Der Morgen des 20. Juni war überraschend ruhig; einige Kadetten überquerten die Insel zum Nordufer und fanden es verlassen vor. Man vermutete, dass die Deutschen nach Osten oder Westen verlegt hatten, um andere Übergänge über die Loire zu schaffen, nachdem ihnen der Durchbruch bei Saumur nicht gelungen war.

### Westen

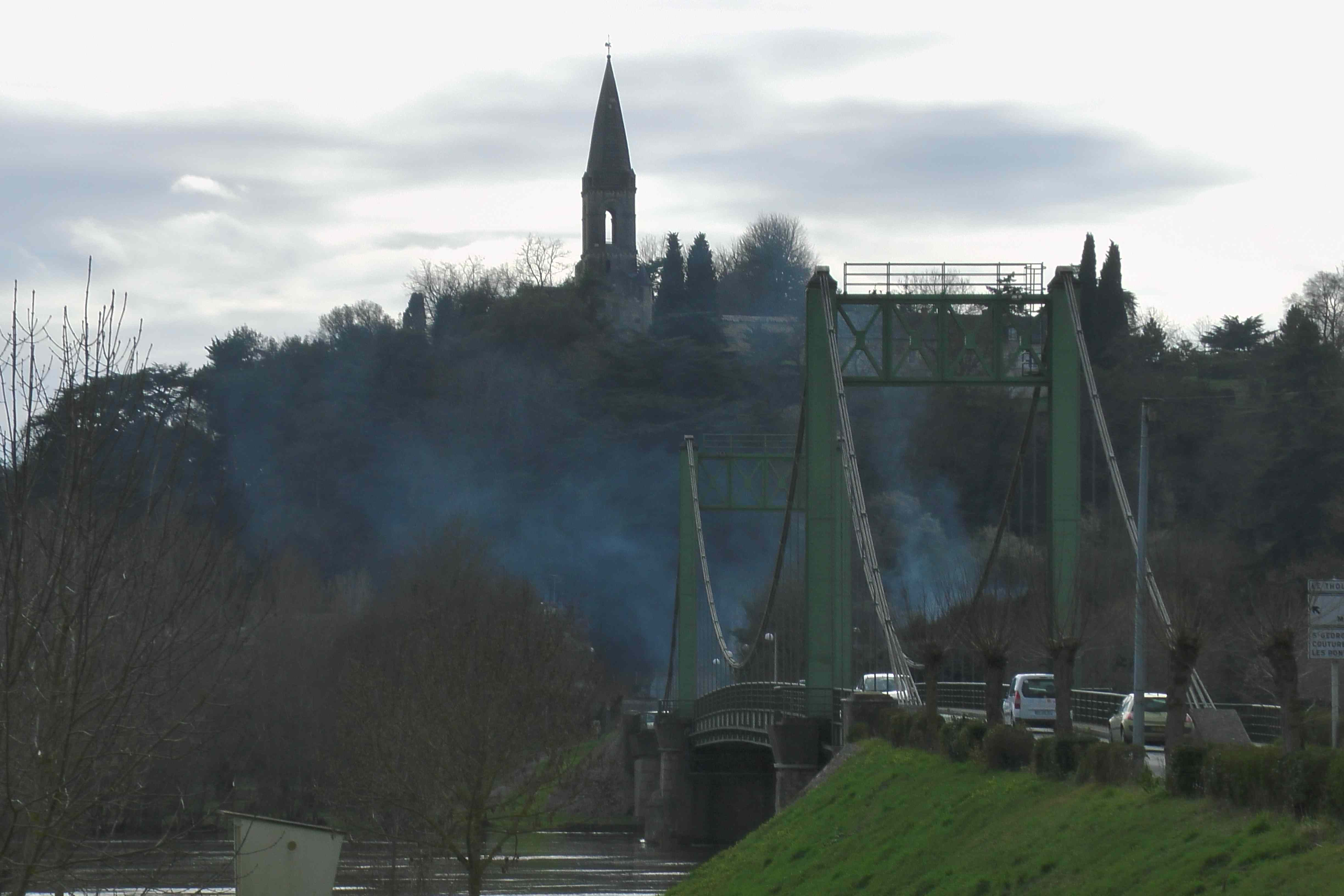
Gennes, St. Eusèbe

In Gennes gab es bis zum 19. Juni keine Anzeichen von deutschen Kampftruppen, bis am Nachmittag und frühen Abend Spähtrupps der Wehrmacht eintrafen. Als sich die Motorradfahrer näherten, wurde die Hängebrücke im Norden der Insel gesprengt. Die Kirche St. Eusèbe aus dem 11. Jahrhundert auf der Anhöhe über der Brücke war ein hervorragender Platz für Beobachtungen und ein guter Standort für ein 25-mm-Geschütz. Um 20.00 Uhr am Abend des 19. Juni trafen deutsche Sturmtruppen am Nordufer ein. Die deutsche Artillerie begann mit der Beschießung der Insel vor Gennes und der Stadt selbst, wobei der Turm von St. Eusèbe zerstört und Teile der Stadt in Brand gesetzt wurden. Die Wehrmacht griff dann die Insel im Fluss mit Schlauchbooten an, wurde aber bis Mitternacht von den Kadetten und algerischen Schützen zurückgeschlagen. Ein Pionier, der befürchtete, dass seine Sprengladungen durch ein weiteres Bombardement beschädigt werden könnten, sprengte ohne Befehl die südliche Brücke und isolierte somit die Truppen auf der Insel.
Am nächsten Morgen, dem 20. Juni, konnten die Wehrmachtstruppen die wenigen Verteidiger auf der Insel überwältigen, als deren Munition aufgebraucht war, aber es gelang ihnen nicht, von der Insel auf das Südufer der Loire zu gelangen, das immer noch von vier Kadetteneinheiten stark verteidigt wurde.
Die Deutschen bewegten sich flussabwärts in Richtung Westen und suchten nach einem alternativen Übergang. Es gelang ihnen, an einer schwach verteidigten Stelle unter Verlusten einen kleinen Brückenkopf auf dem Südufer zu errichten.
Während sich Verstärkungen auf Gennes zubewegten, um den deutschen Brückenkopf einzudrücken, wurde zwischen Gennes und Saumur ein weiterer deutscher Brückenkopf errichtet, von dem aus der Stadt die Umschließung drohte. Die Kadetten in Gennes, durch zwei Panzer unterstützt, erhielten den Auftrag, den Brückenkopf westlich von ihnen zurückzuerobern. Um 15.00 Uhr konnte der Stadtkommandant von Gennes melden, dass sie trotz hoher Verluste erfolgreich gewesen waren und das linke Ufer der Loire wieder in der Hand der Franzosen war. Die deutschen Verluste bei Gennes betrugen zwischen 200 und 300 Gefallene, Verwundete und Gefangene.

### Osten
In Montsoreau war es nach der Sprengung der Brücke bis zum Morgengrauen des 20. Juni ruhig. Um 05.00 Uhr morgens versuchten die Deutschen, den Fluss zwischen Montsoreau und Saumur zu überqueren. Es gelang ihnen unter Verlusten, am Südufer bei Le Petit-Puy Fuß zu fassen. Kadetten, die um das Eisenbahnviadukt herum stationiert waren, hinderten sie jedoch am Vormarsch auf Saumur. Drei französische Panzerwagen patrouillierten auf der Uferstraße östlich von Saumur und versuchten, das Einsickern weiterer Verstärkungen der Wehrmacht zu verhindern.

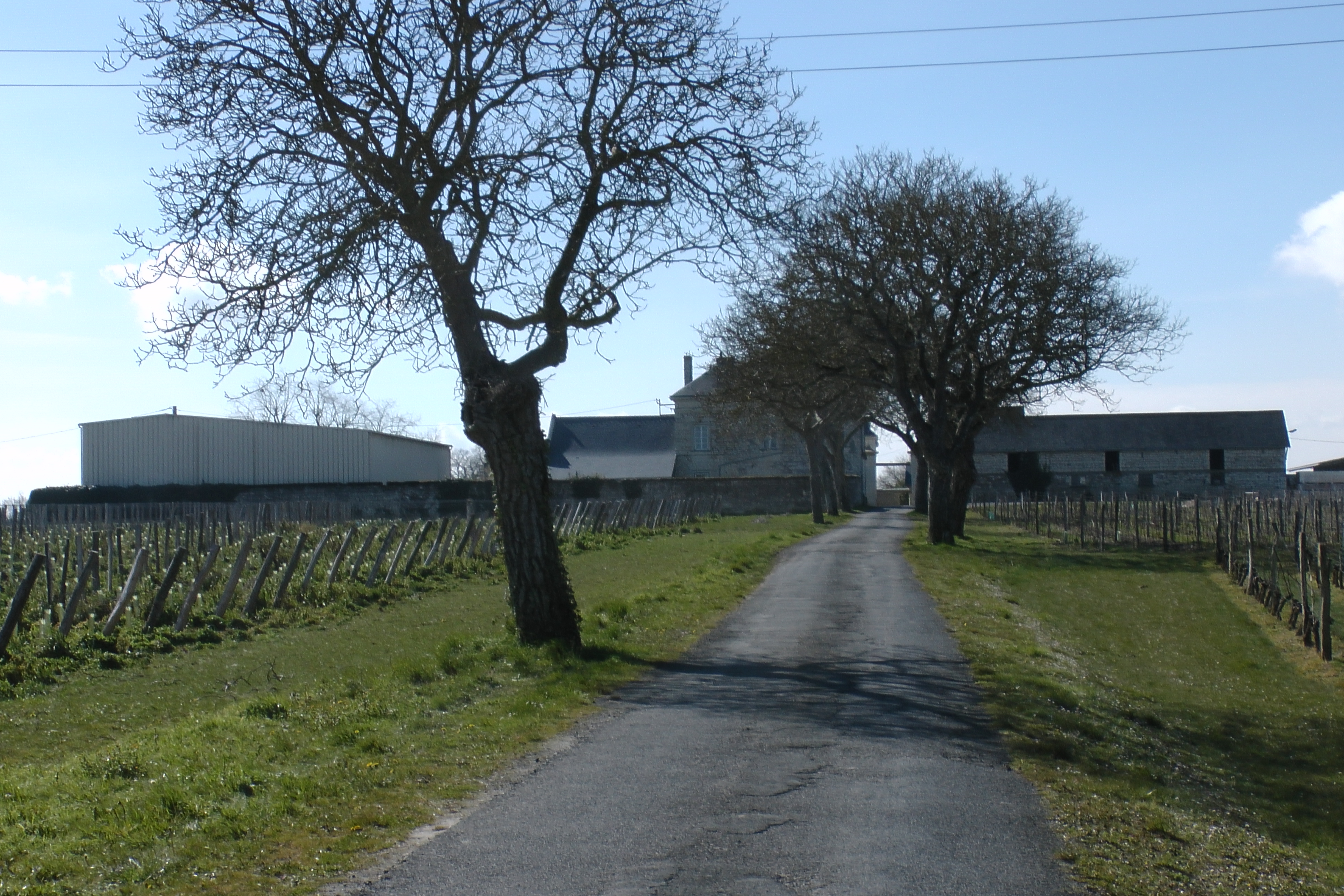
Der Bauernhof Aunis

Der Bauernhof Aunis auf dem flachen Plateau 1.800 m landeinwärts der Loire war das Hauptquartier des Hauptmanns, der den Auftrag hatte, mit seinen Kadetten die Lücke zwischen der Eisenbahnbrücke von Saumur und Montsoreau zu schützen. Als die Wehrmacht auf der Südseite des Flusses landete, wurde klar, dass sie sich in einer ausgezeichneten Position befand. Von seiner Stellung aus konnte er einen deutschen Durchbruch verhindern. Die Stellung war taktisch so bedeutsam, dass die Deutschen sie unter Artilleriebeschuss von der Nordseite des Flusses aus nahmen. Eine Einheit Kadetten begann, Mörserstellungen der Wehrmacht im Brückenkopf anzugreifen. Französische Infanterie-Offiziersschüler aus St. Maixent waren am frühen Morgen des 20. Juni eingetroffen und zunächst in Richtung Gennes beordert worden, wurden nun aber in den östlichen Sektor umgeleitet und mit Unterstützung der fünf Hotchkiss-Panzer der Reserve in einen Gegenangriff geschickt, um den Druck auf Aunis zu verringern. Nach sechs Stunden Kampf musste ein französischer Angriff auf den Brückenkopf im deutschen Artillerie-, Mörser- und Maschinengewehrfeuer erfolglos und unter Verlust von zwei Panzern eingestellt werden. Den Infanterieschülern war es jedoch gelungen, den Bauernhof zu erreichen und die Kavalleriekadetten zu verstärken. Der Keller des Hofes war voller Verwundeter, eine zweite Scheune fing Feuer, und die Franzosen beschlossen, sich nach Süden zurückzuziehen, bevor sie umzingelt wurden. Die Wehrmacht nahm den Hof am späten Nachmittag ein.
Auch weiter östlich hatte die Wehrmacht den Fluss in Richtung Tours überquert und rückte nach Süden vor, wobei sie Saumur umging. Eine Brücke bei Port-Boulet, die bei der Sprengung nicht eingestürzt war, wurde gut verteidigt, bis sie in der Nacht vom 20. auf den 21. Juni eingenommen wurde.

### Ausgang

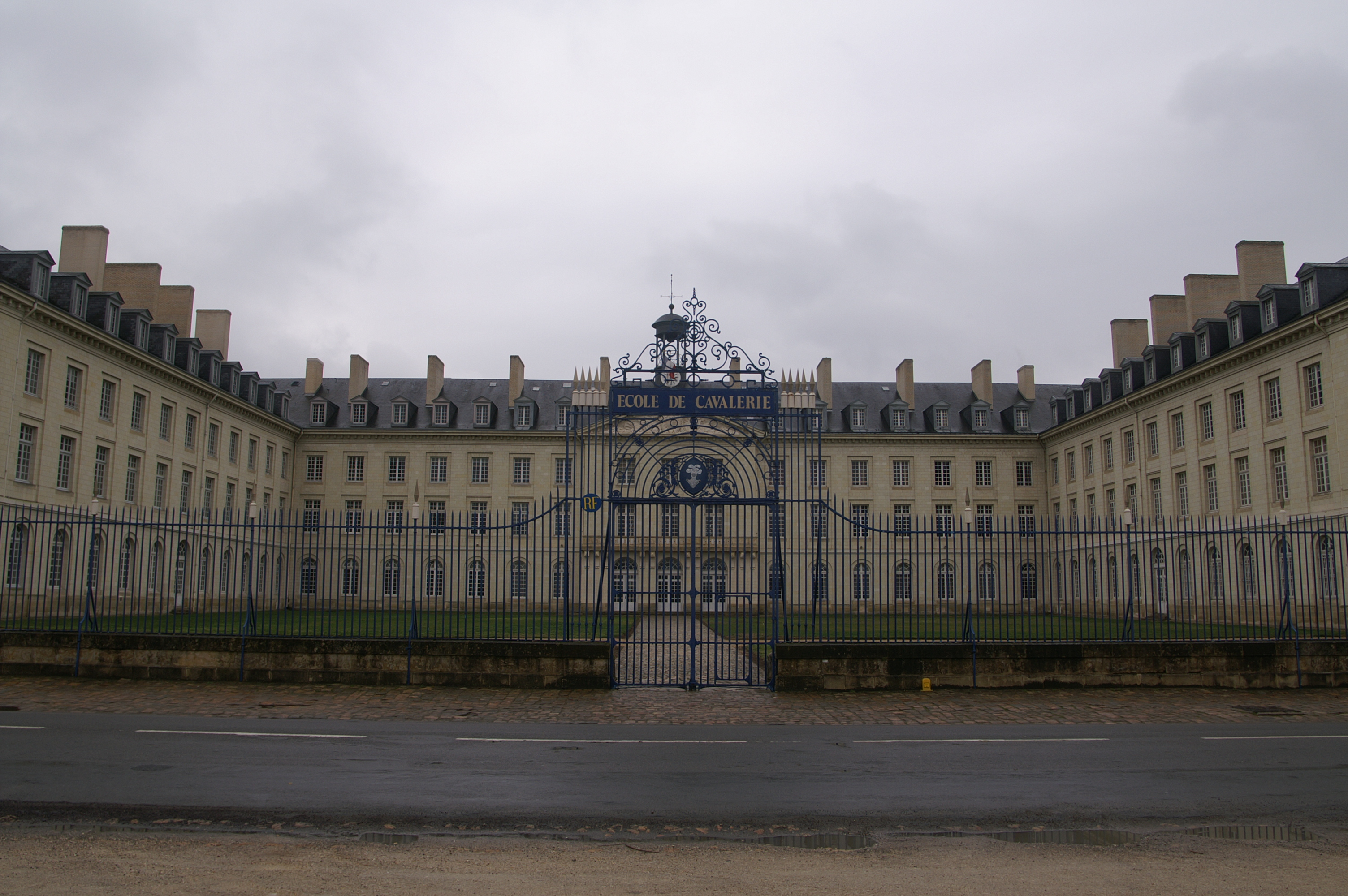
École de Cavalerie Saumur, Kasernengebäude

Am 19. Juni war ein Waffenstillstand vereinbart worden, doch erst am Nachmittag des 20. Juni gab Deutschland Anweisungen, wo und wann der Waffenstillstand unterzeichnet werden sollte: Die französische Delegation sollte am 20. Juni um 17 Uhr bei Tours deutsches Gebiet betreten. In der Zwischenzeit, um 21 Uhr am 20. Juni, als Tours im Osten und Angers im Westen in deutscher Hand waren und der Befehl zum Rückzug vorlag, entschied Oberst Michon, dass die Kadetten Saumur nicht mehr halten konnten, und zog sie nach Süden zurück. Die Verteidiger waren erschöpft, aber diejenigen, die noch konnten, machten sich auf den Weg nach Süden, viele mit dem Fahrrad, zu einem Treffpunkt südlich der Abtei Fontevraud, wo zwei englische Könige und eine Königin begraben sind: Heinrich II., Eleonore von Aquitanien und Richard Löwenherz.
Warum die Schlacht stattfand, ist ein kleines Rätsel. Die Kadetten bildeten das moralische Rückgrat der Verteidigung; ihre Entscheidung, zu kämpfen, war darauf zurückzuführen, dass sie die Schmach eines einfachen Rückzugs nicht hinnehmen wollten. Die Kadetten wurden von anderen Einheiten unterstützt, und es gab viele Beispiele herausragender persönlicher Tapferkeit, obwohl man wusste, dass es nur noch Stunden bis zum Kriegsende waren und man zahlenmäßig und waffentechnisch stark unterlegen war. Viele Wehrmachtsoffiziere kommentierten die Tapferkeit der französischen Kadetten. Für die französische Öffentlichkeit bildete der Widerstand der Kadetten einen Keim für die Wiederherstellung der französischen Ehre. Charles de Gaulle hatte seinen Appell vom 18. Juni verfasst und betrachtete die Aktion der Kadetten als ersten Akt des Widerstands.

## Folgen
Als die Wehrmacht am Morgen des 21. Juni in Saumur einmarschierte, hatte das Gros der Kadetten ihre Waffen vergraben und sich zurückgezogen. eine Nachhut wurde gefangen genommen. Der deutsche Befehlshaber, General Kurt Feldt, lobte den Widerstand der Kadetten in seinem Bericht, in dem er sie als erster als „die Kadetten von Saumur“ bezeichnete.
Der Waffenstillstand wurde schließlich am 22. Juni in Compiègne unterzeichnet.
Von den 560 Offiziersschülern von Saumur wurden 79 getötet und 47 verwundet. Insgesamt wurden 250 Franzosen getötet oder verwundet. Zwei Panzer wurden zerstört. Die Deutschen hatten 132 Tote und Hunderte von Verwundeten zu beklagen, 7 gepanzerte Fahrzeuge wurden zerstört.
Die 218 Kadetten, die von den Deutschen gefangen genommen worden waren, wurden in den folgenden Tagen freigelassen, anstatt interniert zu werden. Die Kadetten marschierten in der Sommerhitze nach Süden, legten am 4. Juli 43 km zurück, am nächsten Tag 35 km und kamen am 8. Juli in Sichtweite der Demarkationslinie an. Nachdem sie ihre Uniformen gereinigt und ihre Stiefel poliert hatten, marschierten sie singend über die Linie in die unbesetzte Vichy-Zone. Die deutschen Soldaten, durch deren Reihen sie marschierten, standen stramm.
Die Lehrer und Kadetten der Schule von Saumur wurde auf Befehl von General Maxime Weygand in den offiziellen Berichten (dispatches) lobend erwähnt.
Das Schulgebäude selbst wurde zum Stalag 181, in dem von Oktober 1940 bis Juni 1942 französische Kriegsgefangene untergebracht wurden. Während des Krieges wurde die Stadt zu einem Zentrum des Widerstands und nach dem Krieg wurde ihr das Croix de Guerre mit Palme verliehen. Die Brücken wurden auf Befehl der Deutschen wieder instand gesetzt, bis sie 1944 von alliierten Bombern erneut zerstört wurden, um die Schlachtfelder in der Normandie zu isolieren, indem alle Verbindungen über die Loire zerstört wurden.
Die Stadt Saumur blieb bis zur Befreiung am 30. August 1944 besetzt. Die Truppen des US-Generals George S. Patton führten die Befreiung durch. Patton hatte im Jahr 1912 selbst unter dem damaligen Oberst Maxime Weygand die Ausbildung an der Schule der Panzertruppen absolviert.

## Erinnerung
- Saumur: Die Brücke Pont Napoleon wurde umbenannt in Pont des Cadets de Saumur
- Saumur: Gedenkstein auf der Insel, wo Zivilisten zu Tode gekommen waren
- Saumur: Tafel am Rathaus mit Hinweis auf die Auszeichnung mit dem Croix de Guerre
- Gennes: auf der Insel ein Gedenkstein für die Toten
- Gennes: 17 Gräber und eine Gedenkstätte für die Gefallenen an der Kirche St. Eusèbe
- Bauernhof Aunis: Gedenkstein für die dort Gefallenen
- Eine Reihe individueller Gedenksteine für einzelne Gefallene in der Gegend

Max Hastings beschreibt in „All Hell Let Loose“ die Schlacht sehr detailliert und konzentriert sich dabei auf Oberst Michon, den er „ein altes Schlachtross“ nennt.

## Galerie

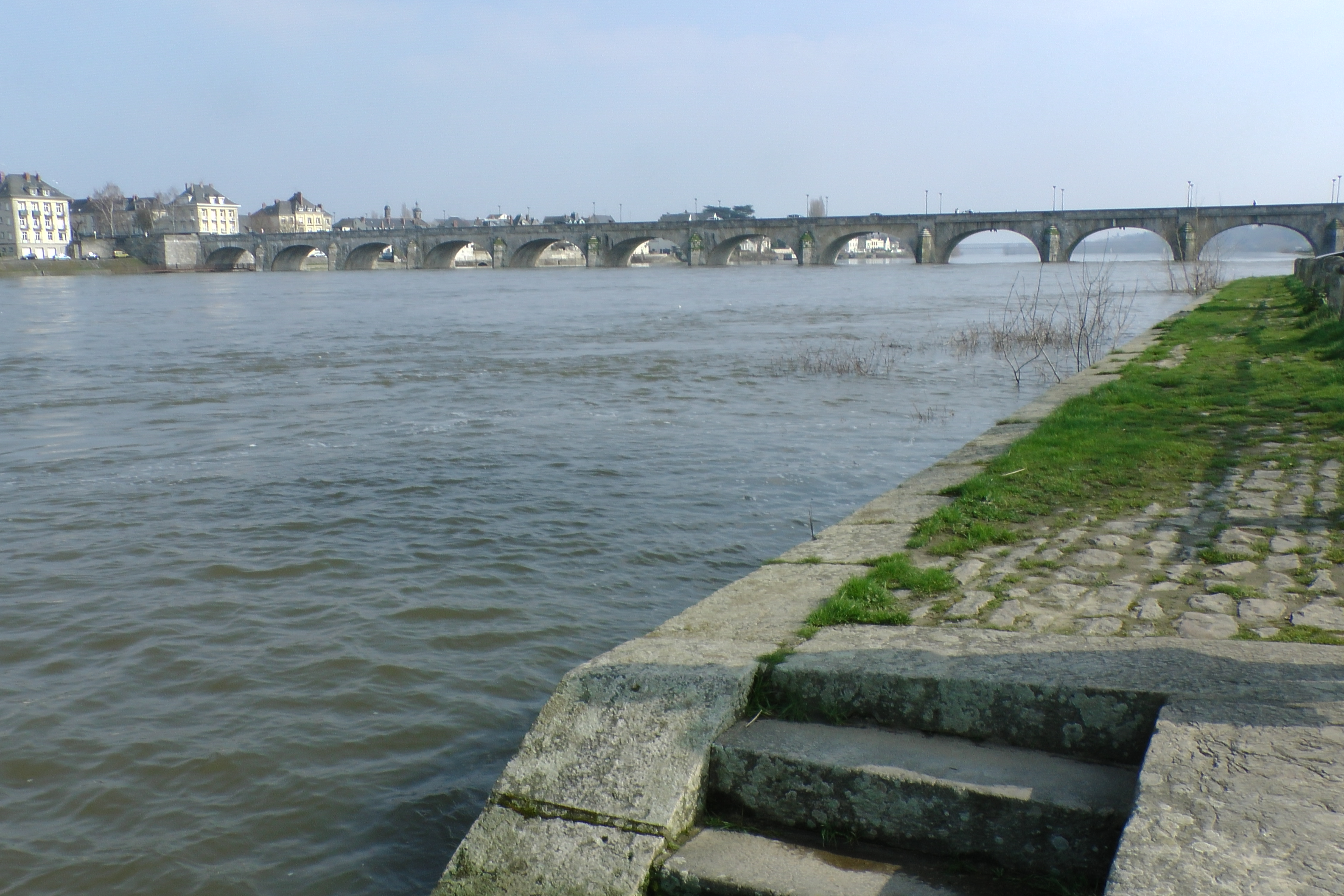
Brücke von Saumur zur Insel
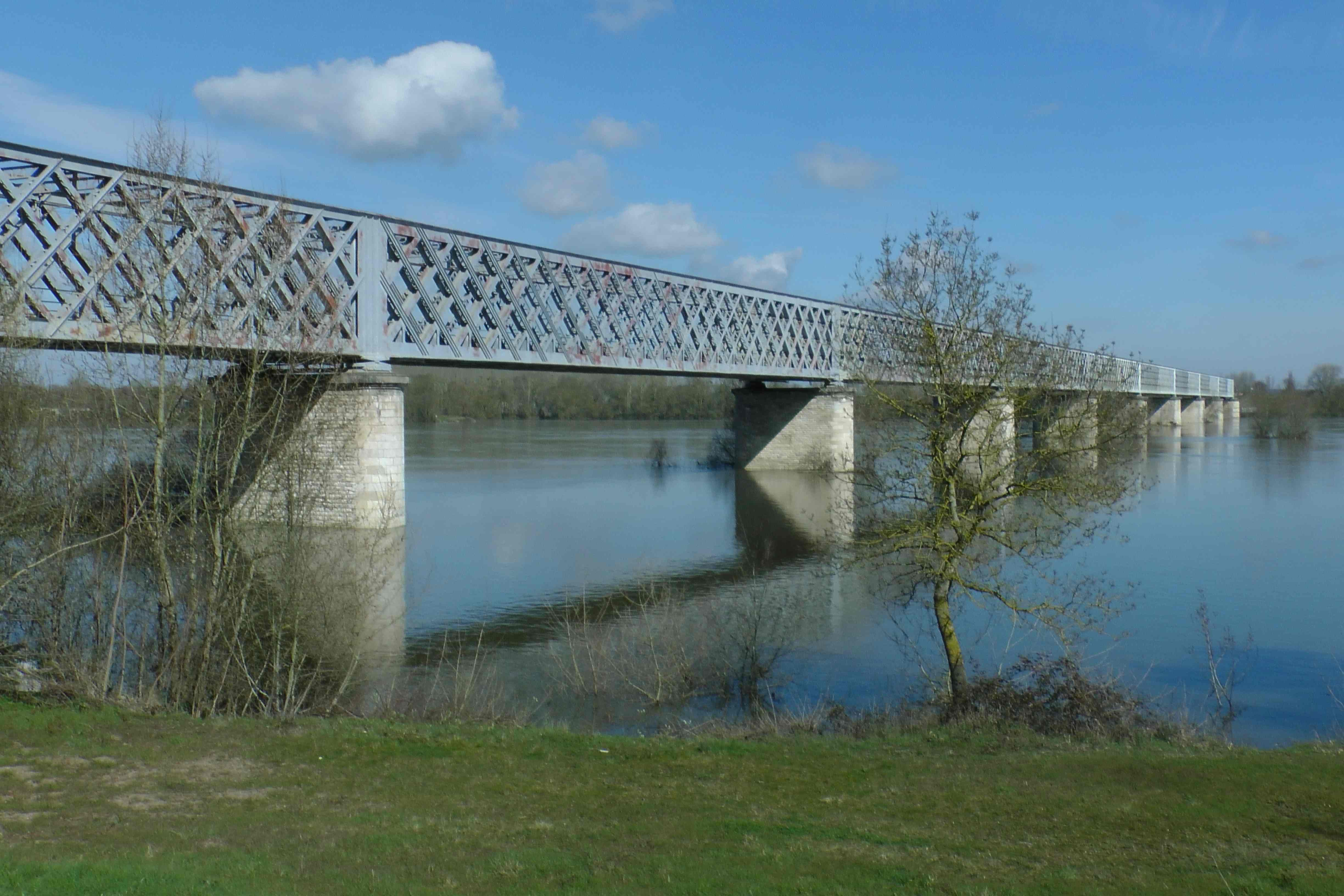
Eisenbahnbrücke Saumur
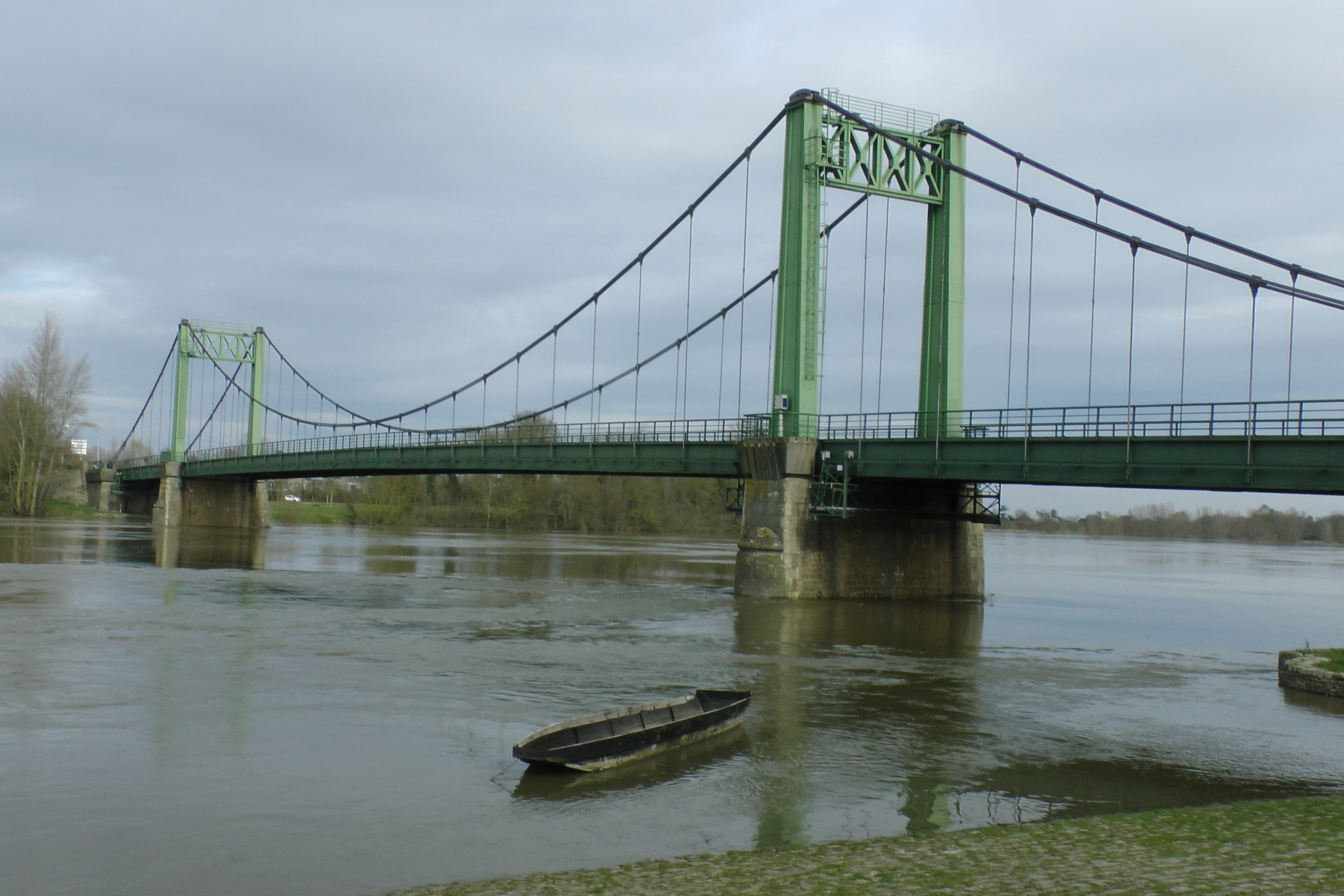
Südbrücke von Gennes
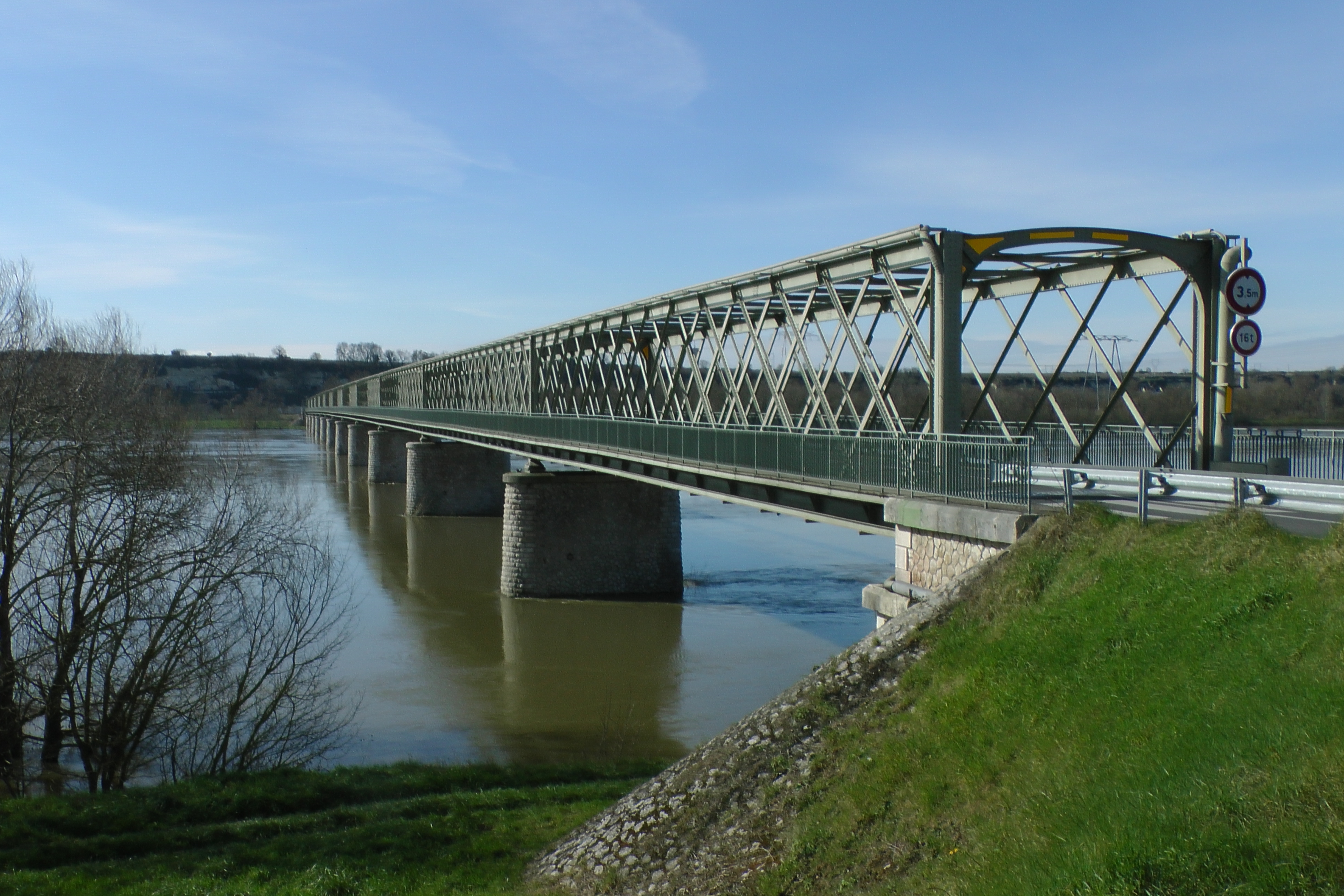
Brücke in Montsoreau
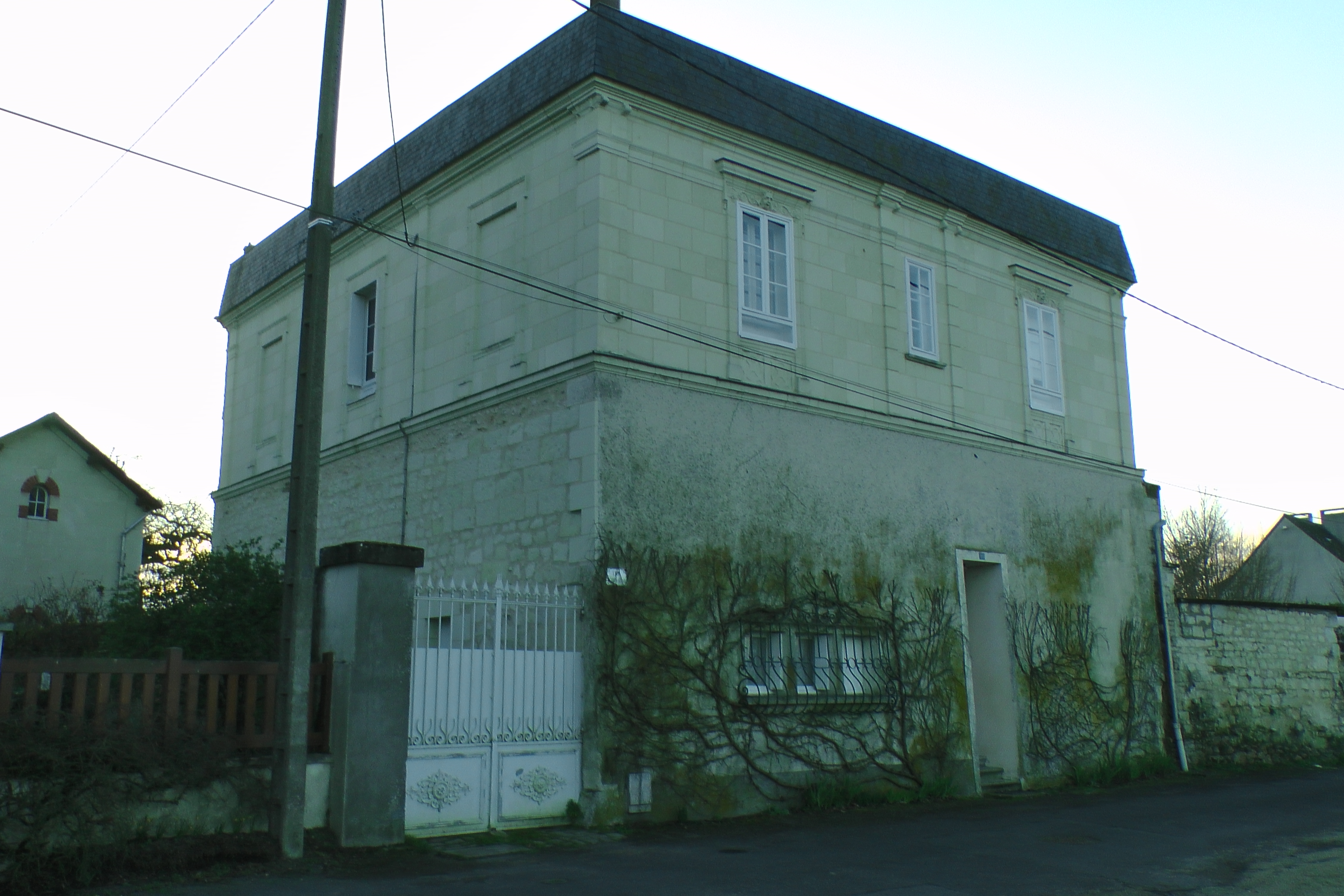
Gefechtsstand Les Grandes Brises, Saumur
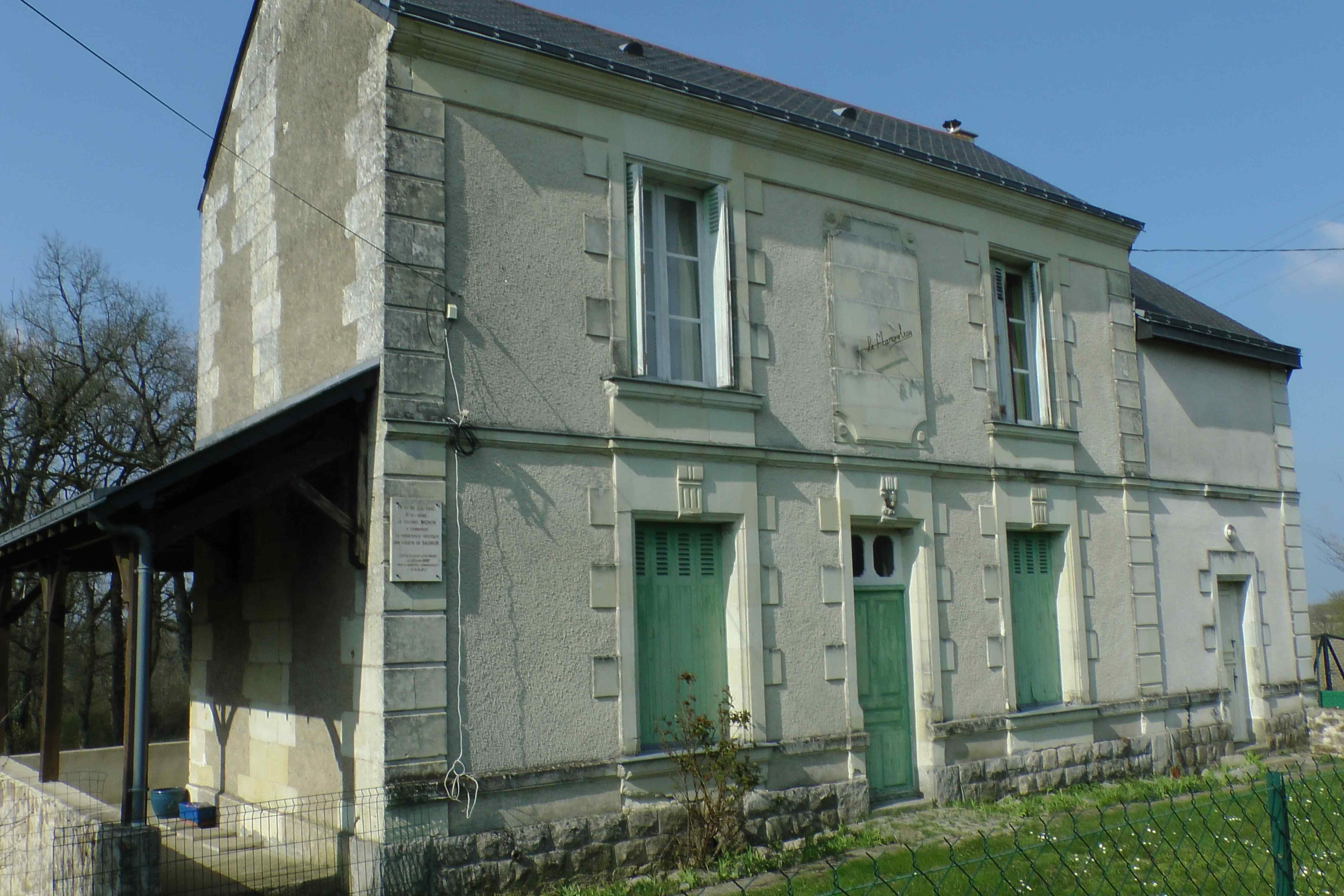
Gefechtsstand Auberge de Marsoleau Saumur
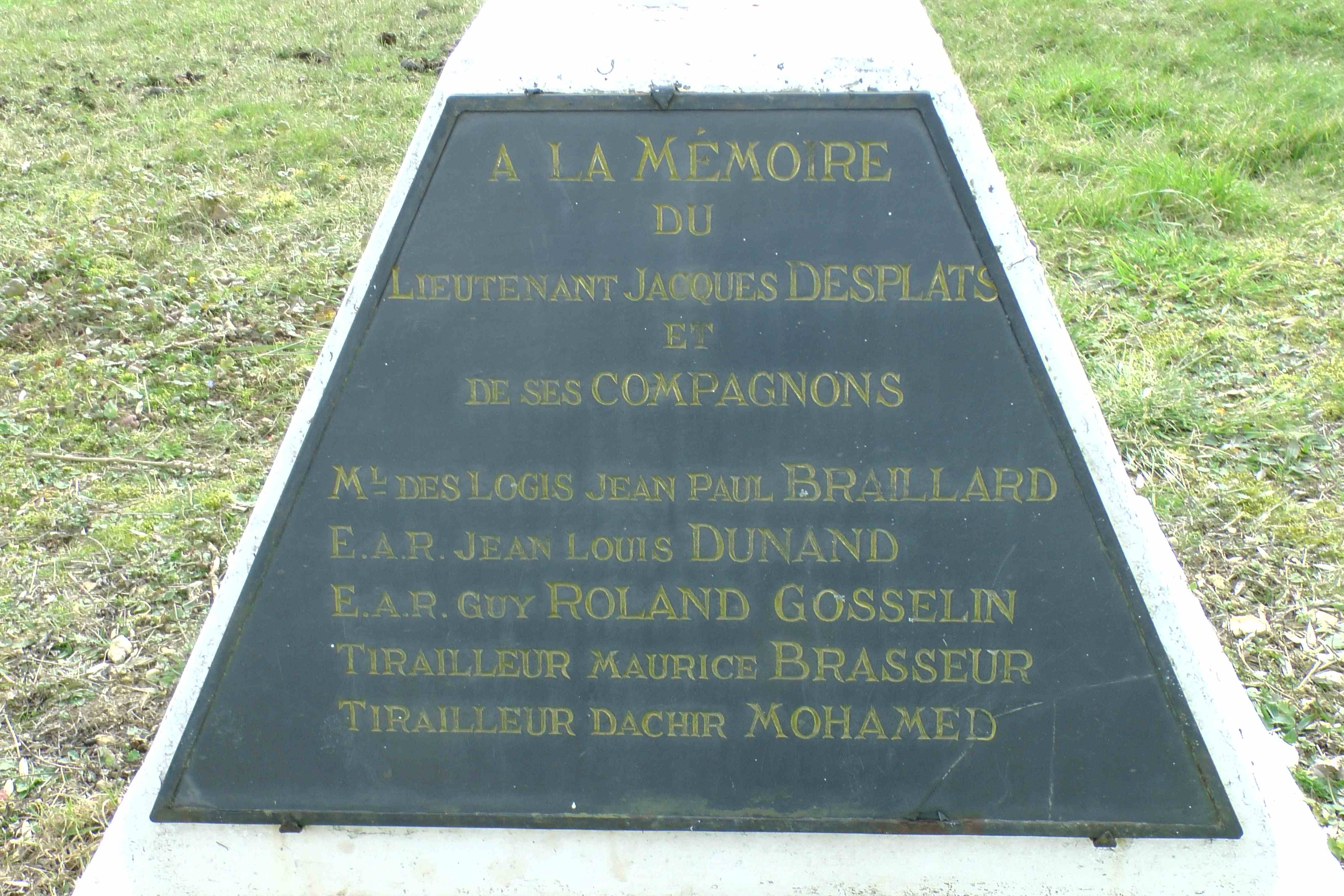
Gedenkstein Gennes (Insel)
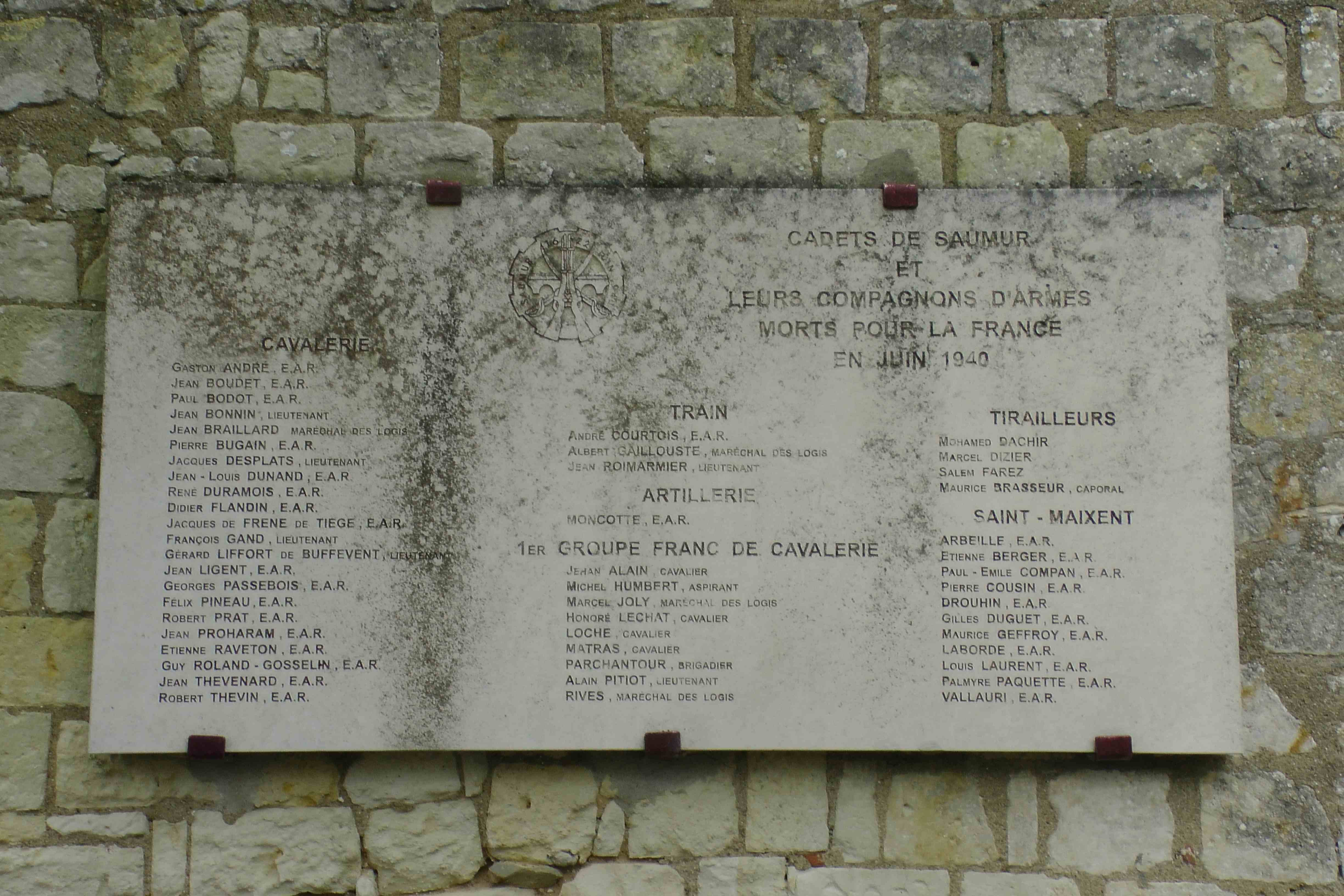
Gedenktafel St. Eusèbe, Gennes
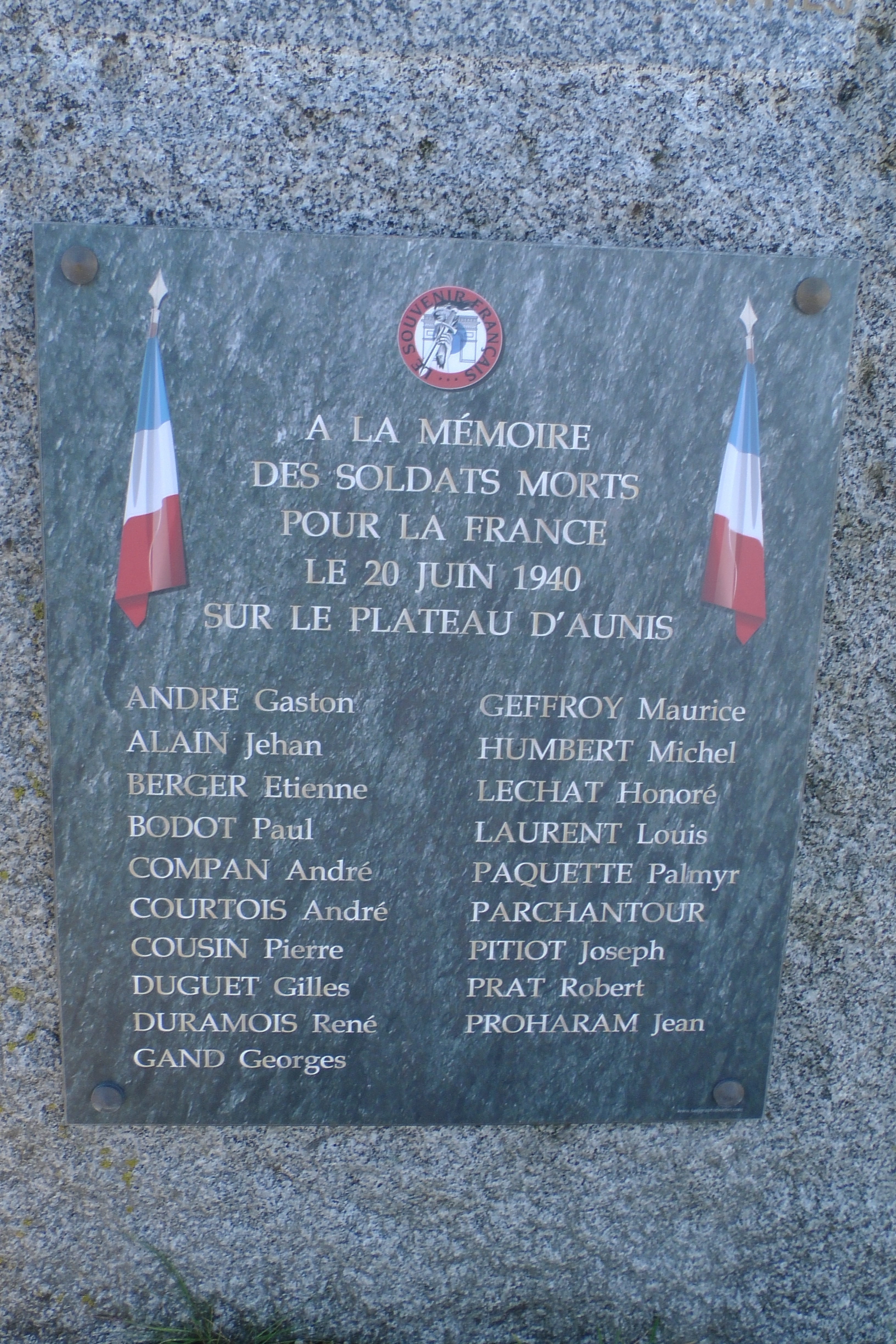
Gedenktafel Aunis Hof
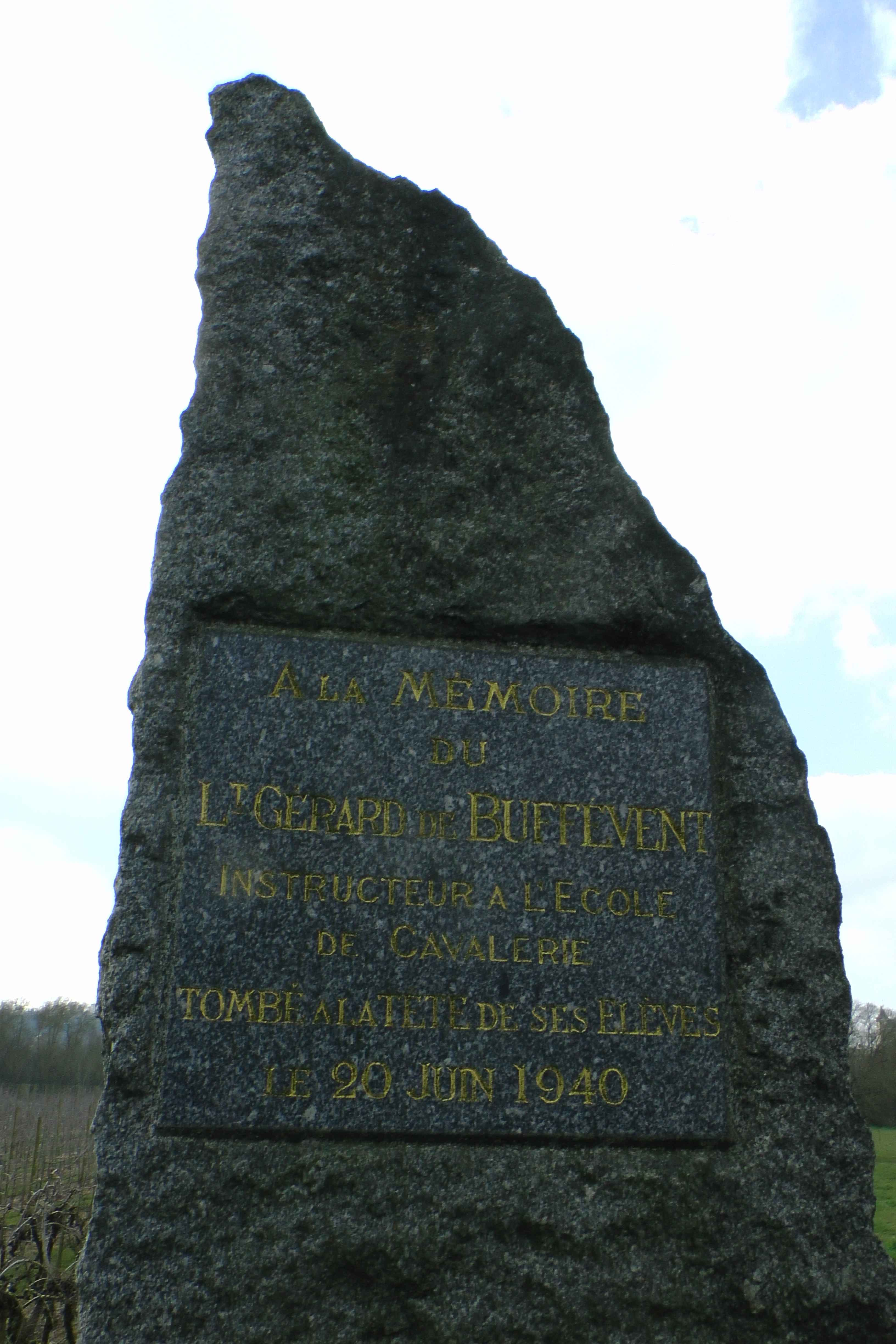
Gedenkstein für Leutnant Gérard de Buffévent
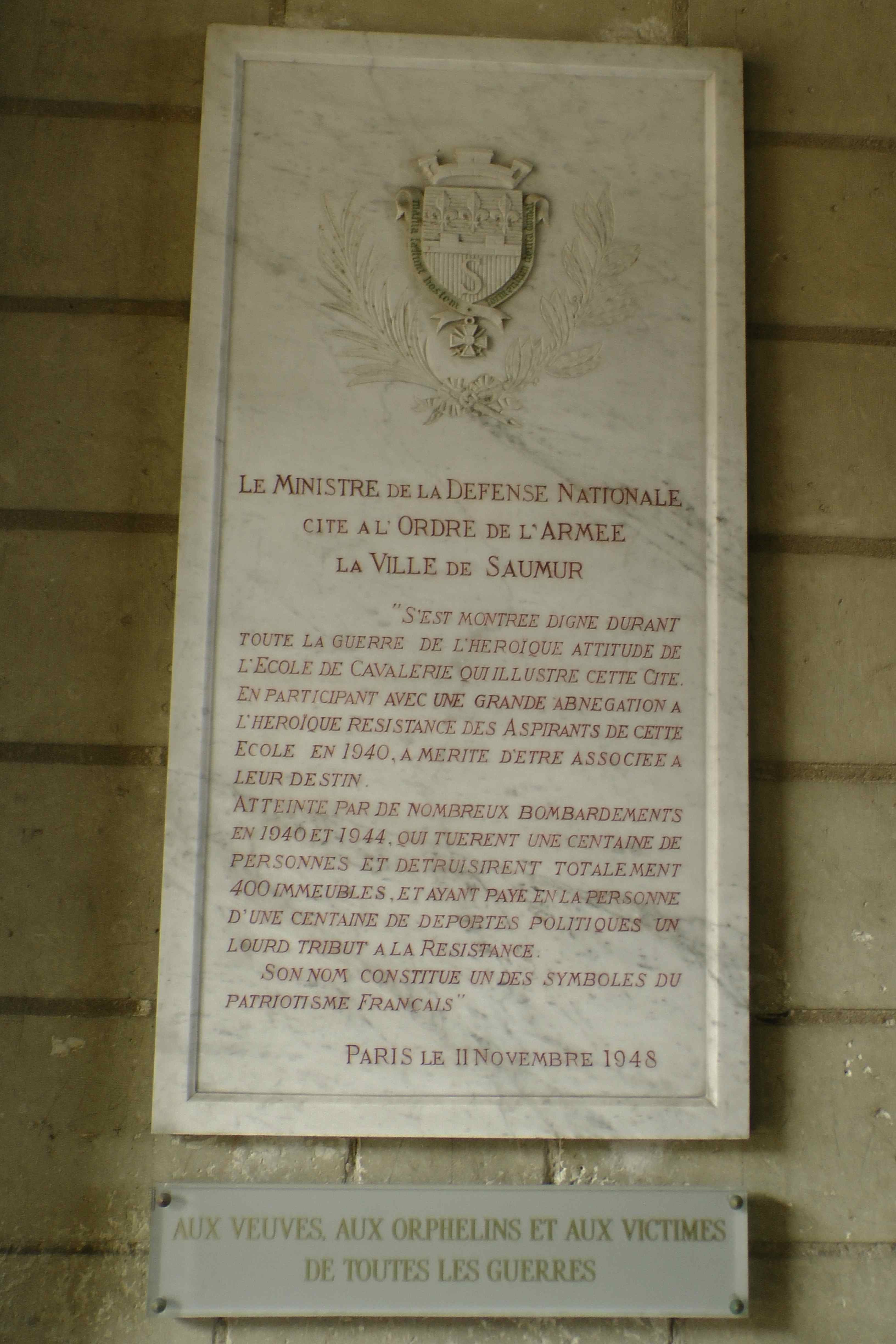
Saumur Auszeichnung Croix de Guerre